# Línea 165 (EMT Madrid)
La línea 165 de la EMT de Madrid une la Plaza de Alsacia con el Hospital Universitario Ramón y Cajal.

## Características
El 12 de septiembre de 2017 se puso en marcha esta nueva línea de autobús con la denominación SE720, circulando solo en días laborables. La línea comenzó  siendo un Servicio Especial para probar si era un trayecto rentable y finalmente se constató la gran aceptación de la línea, pasando a ser establecida como fija el 1 de abril de 2019 y renombrada como 165. Esta línea actúa como línea exprés entre el intercambiador de la Plaza de Alsacia y el Hospital Ramón y Cajal.
Desde el 22 de abril de 2023, la línea circula de lunes a domingo.

### Frecuencias
| Lunes a viernes laborables   |               |
| De 6:00 a 14:00              | 10-12 minutos |
| De 14:00 a 19:00             | 12-19 minutos |
| De 19:00 a 22:00             | 18-30 minutos |
| Sábados, domingos y festivos |               |
| De 7:00 a 19:00              | 25 minutos    |
| De 19:00 a 22:00             | 25-40 minutos |

## Recorrido y paradas

### Sentido Hospital Ramón y Cajal
La línea inicia su recorrido en el área intermodal de la Plaza de Alsacia, desde donde sale a la calle de los Hermanos García Noblejas, girando a la derecha por la calle de Pobladura del Valle, que recorre pasando junto a la estación de San Blas hasta el cruce con la Avenida de Hellín, a la que se incorpora girando a la izquierda. Al final de esta última gira a la derecha por la calle de Albaida, que recorre hasta el final, girando a la izquierda por la Avenida de Canillejas a Vicálvaro. Al llegar a la calle de Alcalá, gira a la derecha para circular por la misma hasta que la abandona girando a la izquierda por la Avenida de Jaca, que recorre hasta girar a la derecha por la calle de Josefa Valcárcel para, poco después, pasar junto al intercambiador de Canillejas. En este punto, toma la rotonda sobre la A-2 saliendo hacia el nordeste por la Avenida de Logroño, que recorre brevemente para, en la siguiente rotonda, incorporarse a la autopista M-40. La línea circula por esta autopista y por las autovías M-11 y M-607 hasta el Hospital Ramón y Cajal, donde efectúa parada en el edificio de Consultas Externas antes de establecer cabecera frente a la entrada principal del centro hospitalario.
| Código | Parada                             | Común con                                                    | Conexiones con Metro y Cercanías | Otros                                                                           |
| ------ | ---------------------------------- | ------------------------------------------------------------ | -------------------------------- | ------------------------------------------------------------------------------- |
| 4398   | ALSACIA (Área Intermodal)          |                                                              | Alsacia                          |                                                                                 |
| 2338   | Pobladura del Valle-Arcos de Jalón | 38 48 167                                                    |                                  |                                                                                 |
| 2342   | Amposta-Pobladura del Valle        | 38 48 167                                                    |                                  |                                                                                 |
| 2353   | Metro San Blas                     | 48 167                                                       | San Blas                         |                                                                                 |
| 2349   | Hellín-Albaida                     | 38 153                                                       |                                  |                                                                                 |
| 2484   | Avenida de Canillejas-Albaida      | 38 153                                                       |                                  |                                                                                 |
| 5998   | Avenida de Canillejas-Néctar       | 140 153                                                      |                                  |                                                                                 |
| 2953   | Alcalá-San Mariano                 | 77 105 140 153                                               |                                  |                                                                                 |
| 5617   | Canillejas                         | 200 VAC-243 222 223 224 224A 226 227 229 261 281 282 283 284 | Canillejas                       | Líneas 77, 101, 105, 114, 115, 140 y 151 · Líneas 211, 212, 213, 256, 827 y 828 |
| 2108   | Avenida de Logroño-Canillejas      | 101 105 151                                                  |                                  |                                                                                 |
| 4932   | Hospital Ramón y Cajal-Consultas   | 125 166 BR1                                                  |                                  |                                                                                 |
| 3270   | HOSPITAL RAMÓN Y CAJAL             | 125 135 166                                                  | Ramón y Cajal                    |                                                                                 |

### Sentido Alsacia
El recorrido de vuelta es igual al de ida excepto en los siguientes puntos:
- La línea circula por las calles de Antoniorrobles, San Modesto y la Avenida del Cardenal Herrera Oria hasta incorporarse a la M-607 en lugar de acceder directamente al hospital desde la mencionada autovía.

- En la rotonda de Canillejas, la línea se incorpora directamente a la calle de Alcalá, en lugar de circular por la Avenida de Jaca y la calle de Josefa Valcárcel.

| Código | Parada                                | Común con               | Conexiones con Metro y Cercanías | Otros |
| ------ | ------------------------------------- | ----------------------- | -------------------------------- | ----- |
| 3270   | HOSPITAL RAMÓN Y CAJAL                | 125 135 166             | Ramón y Cajal                    |       |
| 3271   | Antonio Robles-Hospital Ramón y Cajal | 125 135 166             |                                  |       |
| 4934   | Hospital Ramón y Cajal-Consultas      | 125 166                 |                                  |       |
| 7396   | Avenida de Logroño-Canillejas         | 211 212 213 256 827 828 |                                  |       |
| 3533   | Canillejas                            | 77                      | Canillejas                       |       |
| 2954   | Alcalá-San Mariano                    | 77 105 140 153          |                                  |       |
| 4426   | Avenida de Canillejas-Néctar          | 140                     |                                  |       |
| 4393   | Avenida de Canillejas-Albaida         | 38 153                  |                                  |       |
| 2348   | Hellín-Albaida                        | 38 153                  |                                  |       |
| 2352   | Metro San Blas                        | 48 167                  | San Blas                         |       |
| 2343   | Amposta-Pobladura del Valle           | 38 48 167               |                                  |       |
| 2339   | Pobladura del Valle-Arcos de Jalón    | 38 48 167               |                                  |       |
| 4398   | ALSACIA (Área Intermodal)             |                         | Alsacia                          |       |